# Оскар Альберто Дертисія
Оскар Альберто Дертисія Альварес (ісп. Oscar Alberto Dertycia Álvarez, нар. 3 березня 1965, Кордова) — аргентинський футболіст, що грав на позиції нападника, зокрема за низку аргентинських та іспанських команд. Виступав за національну збірну Аргентини.

## Клубна кар'єра
Народився 3 березня 1965 року в Кордові. Вихованець футбольної школи клубу «Інституто». Дорослу футбольну кар'єру розпочав 1982 року в основній команді того ж клубу, в якій провів шість сезонів, взявши участь у 195 матчах чемпіонату. Більшість часу, проведеного у складі «Інституто», був основним гравцем атакувальної ланки команди. У складі «Інституто» був одним з головних бомбардирів команди, маючи середню результативність на рівні 0,46 гола за гру першості.
1988 року став гравцем «Архентінос Хуніорс», у складі якого в сезоні 1988/89 забив 20 голів у 41 матчі аргентинської першості, розділивши з Нестором Горосіто титул найкращого бомбардира турніру.
1990 року результативного нападника запросила до своїх лав італійська «Фіорентини». Утім заграти в Італії аргентинському нападнику завадила конкуренція відразу по двох напрямах — з одного боку основною у нападі «фіалок» була потужна пара нападників Роберто Баджо і Марко Наппі, а з іншого за існуючого ліміту на легіонерів у складі могли перебувати лише два іноземці, і Дертисія міг грати лише за рахунок відсутності на полі або бразильця Дунги, або чехословака Любоша Кубіка.
Тож, взявши участь лише у 19 іграх італійської Серії A, 1990 року Дертисія перебрався до Іспанії, ставши гравцем «Кадіса». За рік перейшов до «Тенерифе», за який відіграв три сезони кар'єри, а завершив виступи на полях Іспанії, захищаючи протягом сезону 1994/95 кольори «Альбасете».
1995 року повернувся на батьківщину, де змінив декілька друголігових команд. Також грав у Чилі за «Депортес Темуко», а завершував кар'єру на початку 2000-х виступами в Перу за команду «Коопсоль».

## Виступи за збірні
1983 року залучався до складу молодіжної збірної Аргентини.
Того ж 1983 року дебютував в офіційних матчах у складі національної збірної Аргентини. Протягом кар'єри у національній команді, яка тривала 7 років, провів у її формі 18 матчів, забивши 2 голи.
У складі збірної був учасником розіграшу Кубка Америки 1987 року в Аргентині.

## Титули і досягнення
- Бронзовий призер Панамериканських ігор: 1987